# 卑詩省公共安全及法務廳
卑詩省公共安全及法務廳（英語：Ministry of Public Safety and Solicitor General）是加拿大卑詩省政府一部門，主要職責為監管該省的警政和懲教服務，以及保障消費者權益。此廳現任廳長為2024年就任的白加恩。

## 歷史
此廳於1988年7月6日由卑詩省省長溫德心領導下的社會信用黨省政府以法務廳（Ministry of Solicitor General）之名設立；包括警政、懲教系統、驗屍官辦公室、機車總監辦公室、公共博彩辦公室和應急管理等原屬律政廳長管轄的範疇改歸法務廳長負責。此舉不無爭議；律政廳長白賴仁·史密夫指控省府是為了削弱律政廳權力以及方便省長辦公室管控而創設法務廳，並於省府正式宣布設立此廳前一星期辭職。卑詩新民主黨黨籍省長哈葛贏取1991年省選上台執政後廢除法務廳，並將其職能歸返予律政廳。
2001年6月5日，新任卑詩自由黨黨籍省長金寶爾以公共安全及法務廳之名重新創設此廳，除上述職能外亦加入酒精管控及發牌、卑詩影片分類辦公室、和調解房東與租戶間糾紛。卑詩影片分類辦公室則於2007年7月1日改歸卑詩消費者保障局負責。
2012年2月8日，卑詩省省長簡蕙芝將律政廳和法務廳合併為司法及律政廳。部分原屬法務廳的職能未有過渡至司法及律政廳而改歸其他部門：公營機構僱主聯盟和卑詩保險公司改歸財政廳管轄，而酒精及博彩事務則交由能源及礦務廳管理。簡蕙芝後來改變初衷，於2015年12月12日復設公共安全及法務廳。
2022年12月7日，卑詩省省長尹大衛將應急管理交予新設的應急管理及氣候準備廳負責。

## 職能
公共安全及法務廳為卑詩省政府除律政廳外另一負責司法、保障權益及傳遞公共安全服務的部門。其具體職能在過去年間有所變化，但曾包括警政及執法、懲教服務、受害者服務、驗屍官服務、道路安全、酒精大麻及博彩業規管、以及協調緊急管理系統。此外，公共安全及法務廳亦負責下列機構：卑詩消費者保障局、卑詩保險公司、卑詩汽車銷售管理局、以及各城鎮之警政委員會。

## 歷任廳長
| 廳長                                           | 任期開始       | 任期終結       | 政黨         | 省長     |
| 法務廳長                                       | 法務廳長       | 法務廳長       | 法務廳長     | 法務廳長 |
| ---------------------------------------------- | -------------- | -------------- | ------------ | -------- |
|                                                | 1988年7月6日   | 1989年11月1日  | █ 社會信用黨 | 溫德心   |
|                                                | 1989年11月1日  | 1990年12月13日 | █ 社會信用黨 | 溫德心   |
|                                                | 1990年12月13日 | 1991年4月2日   | █ 社會信用黨 | 溫德心   |
| 1991年4月2日                                   | 1991年11月5日  | 莊思頓         | █ 社會信用黨 |          |
| 此廳從1991年至2001年間廢除；參見卑詩省律政廳長 |                |                |              |          |
| 公共安全及法務廳長                             |                |                |              |          |
| 高利民                                         | 2001年6月5日   | 2005年6月16日  | █ 自由黨     | 金寶爾   |
| 李士莊                                         | 2005年6月16日  | 2008年4月1日   | █ 自由黨     | 金寶爾   |
| 范棟勤                                         | 2008年4月1日   | 2009年4月27日  | █ 自由黨     | 金寶爾   |
| 高利民                                         | 2009年4月27日  | 2009年6月10日  | █ 自由黨     | 金寶爾   |
|                                                | 2009年6月10日  | 2010年4月9日   | █ 自由黨     | 金寶爾   |
| 麥德莊                                         | 2010年4月9日   | 2010年5月4日   | █ 自由黨     | 金寶爾   |
|                                                | 2010年5月4日   | 2010年5月5日   | █ 自由黨     | 金寶爾   |
| 麥德莊                                         | 2010年5月5日   | 2010年10月25日 | █ 自由黨     | 金寶爾   |
| 高利民                                         | 2010年10月25日 | 2011年3月14日  | █ 自由黨     | 金寶爾   |
| 龐雪麗                                         | 2011年3月14日  | 2012年2月8日   | █ 自由黨     | 簡蕙芝   |
| 此廳從2012年至2015年間廢除；參見卑詩省律政廳長 |                |                |              |          |
| 邁克·莫理斯                                    | 2015年12月11日 | 2017年7月18日  | █ 自由黨     | 簡蕙芝   |
| 范和富                                         | 2017年7月18日  | 2022年11月18日 | █ 新民主黨   | 賀謹     |
| 范和富                                         | 2022年12月7日  | 2024年11月18日 | █ 新民主黨   | 尹大衛   |
| 白加恩                                         | 2024年11月18日 | 現任           | █ 新民主黨   | 尹大衛   |

## 外部連結
- （英文）官方网站